# Стадион Атилио Пајва Оливера
Стадион Атилио Пајва Оливера (шп. Estadio Atilio Paiva Olivera) је фудбалски стадион у граду Ривера, главном граду департмента Ривера у Уругвају.

## Историјат стадиона
Фудбалски стадион Ривера изграђен је 1927. године и два пута је реновиран први пут 1966. године и пре Копе Америке 1995. године. Током последње реконструкције, капацитет стадиона је значајно повећан и по овом показатељу заузео је друго место у земљи. Упркос томе, ниво фудбала у граду остаје прилично низак. Домаћи тим, Фронтера Ривера, провео је само две сезоне у уругвајској Премијер лиги (1999. и 2000), а чак и тада је њен улазак у елиту у великој мери последица реформе структуре прве лиге и проширења Примера на рачун покрајинских тимова.
Репрезентација Уругваја два пута је играла на стадиону Атилио Пајва Оливера. Први пут 28. јуна 1995. године репрезентација Новог Зеланда је била ривал. Био је то последњи тест меч пред почетак домаћег Купа Америке, који је крунисан победом домаћина.
На Америчком купу 1995. године, стадион Атилио Пајва Оливера био је домаћин свих утакмица групе Б у којима су учествовали Бразил, Еквадор, Колумбија и Перу. На овом стадиону 17. јула одржана је једна од најспектакуларнијих утакмица, када су у четвртфиналу Купа Америке, после скора 2:2 у регуларном времену, актуелни светски прваци Бразилци у извођењу пенала победили тада актуелне победнике Купа Америке, Аргентинце са 4:2.
Репрезентација Уругваја је 24. јуна 2011. године одиграла другу домаћу утакмицу на стадиону Атилио Пајва Оливера. Овог пута је естонска репрезентација поражен - 3:0. Значајно је напоменути да је ово била и последња пробна утакмица пред почетак Америчког купа 2011. године, који је на крају освојила репрезентација Уругваја.
Клуб из Монтевидеа ФК Церо, 2010. године, одиграо један меч групне фазе против Интернационала у арени у Ривери..
Од отварања стадиона Кампеон дел Сигло 2016. године, Атилио Пајва Оливера постао је трећи по величини стадион у Уругвају.